# Український православний собор Святої Трійці (Ванкувер)
49°15′42″ пн. ш. 123°06′07″ зх. д. / 49.26179° пн. ш. 123.10202° зх. д.
Український православний собор Святої Трійці — Український православний собор у Ванкувері, Британська Колумбія, Канада, на Східній 10-й авеню, на захід від Мейн-стріт. 

## Історія
Українська православна парафія Святої Трійці була створена у Ванкувері 9 травня 1937 року. Перша Свята Літургія відбулася 18 липня 1937 року в Українському національному домі. Наступного року створили фонд на будівництво церкви. Друга світова війна, статути й політика федерального уряду, а також великі розміри розпочатого проєкту заважали будівництву. Зрештою конструкцію, розроблену архітектором Сергієм Тимошенком, побудували. Хрест для головного купола освятив Преподобний Стівен Симчич 11 вересня 1949 року. 
На Великдень 1950 року в новозбудованій, але ще недобудованій церкві відбулася перша Божественна Літургія. У наступні роки церкву добудували й прикрасили відповідно до православної традиції. 
У 1970 році парафія розпочала планування та збір коштів для будівлі глядацької зали та антресоль, безпосередньо прилеглих до церковного майна. Українська православна аудиторія була офіційно відкрита 17 червня 1973 року. 
У грудні 1977 року міська рада Ванкувера визнала церкву спорудою архітектурної спадщини. Відповідну вигравірувану дошку розмістили на зовнішній стороні будівлі церкви. З часу першої Літургії в парафії відслужили чотирнадцять священиків та її відвідали архієреї, архієпископи та митрополити УПЦ. 
Старослужителі Церкви та Сестринство беруть участь у догляді та утриманні церкви, а також їхня головна роль — допомагати у проведенні церковних служб. 

## Конгрегація
Наразі до складу громади входить приблизно 130 членів. Є багато молодих сімей, які мають дітей і в недільній, і в українській школі. Існує суміш прихожан з українською та англійською мовами, з багатьма новими іммігрантами з України. 

## Український православний центр
У парафії Свято-Троїцького Українського православного собору є Український православний центр, який використовується для різноманітних цілей — весільні прийоми, ювілейні урочистості, виставки, презентації та зустрічі. 

## Вечері у п'ятницю
Парафія відома в районі Ванкувера своїми українськими вечерями в п'ятницю [Архівовано 3 березня 2016 у Wayback Machine.] (також більш відомими як "Ніч вареників у Ванкувері", англ. "Perogy Night in Vancouver"), що відбуваються в першу п’ятницю місяця. Вечори були представлені на CBC [Архівовано 1 травня 2021 у Wayback Machine.] та Georgia Straight [Архівовано 1 травня 2021 у Wayback Machine.]